# Micronia
Micronia is een geslacht van vlinders van de familie Uraniavlinders (Uraniidae), uit de onderfamilie Microniinae.

## Soorten
- M. aculeata Guenée, 1857
- M. albidiorata Mabille, 1893
- M. dilatistriga Warren
- M. discata Warren
- M. falca Swinhoe
- M. fuscifimbria Warren
- M. interrupta Pagenstecher
- M. justaria Walker
- M. obliterata Warren
- M. pluviosa Warren, 1897
- M. punctatissima Gaede, 1929
- M. semifasciata Mabille, 1880
- M. sinuosa Warren
- M. strigifera Warren
- M. thibetaria Poujade, 1895
- M. zebrata Warren